# Parque Moinhos de Vento
El Parque Molinos de Viento en portugués: Parque Moinhos de Vento o también popularmente conocido como Parcão es un área verde localizado en el barrio Moinhos de Vento, en Porto Alegre.
El parque, cuenta con una superficie de 11.5 hectáreas que pertenecía al Jockey Club de Río Grande del Sur, fue inaugurado el 9 de noviembre de 1972 y, desde entonces, es utilizado para la práctica de deportes, caminadas y encuentros.
El parque posee un lago artificial, donde habitan peces, tortugas, gansos, entre otros.